# Stinnett (Texas)
Stinnett es una ciudad ubicada en el condado de Hutchinson en el estado estadounidense de Texas. En el Censo de 2010 tenía una población de 1881 habitantes y una densidad poblacional de 366,06 personas por km².

## Geografía
Stinnett se encuentra ubicada en las coordenadas 35°49′23″N 101°26′37″O / 35.82306, -101.44361. Según la Oficina del Censo de los Estados Unidos, Stinnett tiene una superficie total de 5.14 km², de la cual 5.14 km² corresponden a tierra firme y (0%) 0 km² es agua.

## Demografía
Según el censo de 2010, había 1881 personas residiendo en Stinnett. La densidad de población era de 366,06 hab./km². De los 1881 habitantes, Stinnett estaba compuesto por el 91.49% blancos, el 1.28% eran afroamericanos, el 1.97% eran amerindios, el 0.21% eran asiáticos, el 0% eran isleños del Pacífico, el 3.3% eran de otras razas y el 1.75% pertenecían a dos o más razas. Del total de la población el 11% eran hispanos o latinos de cualquier raza.